# Рагби клуб Ратници
Рагби клуб Ратници је рагби клуб из Дрвара. Клуб своје утакмице игре у Спортском центру у Дрвару и стадиону ФК Крајина  у Бања Луци.

## Историја
Након три клуба у Републици Српској, у Дрвару је основан први рагби 13 клуб у Федерацији, У суботу 28.09.2013 на терену Спортског центра у Дрвару, одиграна је прва рагби 13 утакмица између домаћих „Ратника“ и Бијелих зечева из Бање Луке. Био је то нови спортски спектакл, и одлична демонстрација и пропаганда новог спорта који стиче све више присталица у Републици Српској а сада и у целој БиХ.
Рагби клуб Ратници су у сезони 2018. наступили по први пут у Балканској Супер Лиги, гдје су били сврстани у групу са Радничким из Београда, Србија и Кадикој Биковима из Истанбула, Турска. У првом колу су поражени на гостовању у Београду резултатом 44:0, док су у Бања Луци дочекали шампионе Турске, те су поражени резултатом 38:6.

## Играчки кадар
2019. сезона. 